# 5769 (ano hebraico)
5769 (hebraico: ה'תשס"ט) foi um ano hebraico correspondente ao período após o pôr do sol de 29 de setembro de 2008 a 18 de setembro de 2009 do calendário gregoriano.
| Mês judaico | Calendário gregoriano                                                                   |
| ----------- | --------------------------------------------------------------------------------------- |
| Tishrei     | após o pôr do sol de 29 de setembro de 2008 até ao pôr do sol de 29 de outubro de 2008  |
| Cheshvan    | após o pôr do sol de 29 de outubro de 2008 até ao pôr do sol de 27 de novembro de 2008  |
| Kislev      | após o pôr do sol de 27 de novembro de 2008 até ao pôr do sol de 27 de dezembro de 2008 |
| Tevet       | após o pôr do sol de 27 de dezembro de 2008 até ao pôr do sol de 25 de janeiro de 2009  |
| Shevat      | após o pôr do sol de 25 de janeiro de 2009 até ao pôr do sol de 24 de fevereiro de 2009 |
| Adar        | após o pôr do sol de 24 de fevereiro de 2009 até ao pôr do sol de 25 de março de 2009   |
| Nissan      | após o pôr do sol de 25 de março de 2009 até ao pôr do sol de 24 de abril de 2009       |
| Iyyar       | após o pôr do sol de 24 de abril de 2009 até ao pôr do sol de 23 de maio de 2009        |
| Sivan       | após o pôr do sol de 23 de maio de 2009 até ao pôr do sol de 22 de junho de 2009        |
| Tammuz      | após o pôr do sol de 22 de junho de 2009 até ao pôr do sol de 21 de julho de 2009       |
| Av          | após o pôr do sol de 21 de julho de 2009 até ao pôr do sol de 20 de agosto de 2009      |
| Elul        | após o pôr do sol de 20 de agosto de 2009 aaté ao pôr do sol de 18 de setembro de 2009  |

## Dados sobre 5769
- Ano comum regular (kesidrah): 354 dias
- Cheshvan com 29 dias e Kislev com 30 dias
- Ciclo solar: 1º ano do 207º ciclo
- Ciclo lunar: 12º ano do 304º ciclo
- Ciclo Shmita: 1º ano
- Ma'aser Sheni (dízimo para Jerusalém)

## Fatos históricos
- 1939º ano da destruição do Segundo Templo
- 61º ano do estabelecimento do Estado de Israel
- 42º ano da libertação de Jerusalém